# Efekt Joule’a-Thomsona

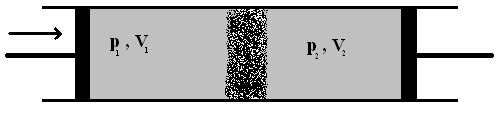
W procesie Joule’a-Thomsona gaz jest przeciskany z obszaru o ciśnieniu do obszaru o ciśnieniu przy czym:

Zależność współczynnika Joule’a-Thomsona od temperatury dla wybranych gazów przy ciśnieniu atmosferycznym

Efekt Joule’a-Thomsona – zmiana temperatury gazu rzeczywistego podczas izentalpowego rozprężania gazu przez porowatą przegrodę (dławienie) z obszaru o wyższym ciśnieniu do obszaru o ciśnieniu niższym. Dla gazu idealnego temperatura nie ulega zmianie, dla gazów rzeczywistych w zależności od gazu i jego warunków może następować wzrost lub spadek temperatury.
Zmiana temperatury jest zależna od tzw. współczynnika Joule’a-Thomsona:
{\displaystyle \mu =\left({\frac {\partial T}{\partial p}}\right)_{H}={\frac {1}{nC_{p}}}\left[T{\left({\frac {\partial V}{\partial T}}\right)_{p}}-V\right],}
gdzie:
{\displaystyle n} – liczba moli gazu,
{\displaystyle C_{p}} – ciepło molowe gazu,
{\displaystyle H} – entalpia.
Gdy {\displaystyle \mu } jest ujemny, temperatura gazu w procesie Joule’a-Thomsona rośnie, zaś dla dodatniego {\displaystyle \mu } temperatura maleje. W przypadku gazu doskonałego, współczynnik Joule’a-Thomsona jest tożsamościowo równy zeru. Zależności te prezentuje poniższa tabela:
| Znak współczynnika     | Zakres temperatur | Zmiana temperatury         | Uwagi              |
| ---------------------- | ----------------- | -------------------------- | ------------------ |
| {\displaystyle \mu >0} | niskie            | {\displaystyle \Delta T<0} | tzw. dodatni efekt |
| {\displaystyle \mu <0} | wysokie           | {\displaystyle \Delta T>0} | tzw. ujemny efekt  |

Dodatni efekt Joule’a-Thomsona wykorzystuje się do schładzania gazów oraz do skraplania gazów.